# Rolando David Zárate Riga
Rolando David Zárate Riga (Haedo, 6 d'agost de 1978) és un futbolista argentí, que ocupa la posició de davanter. És germà dels també futbolistes Ariel, Mauro i Sergio Zárate.

## Trajectòria
Comença la seua carrera al Vélez Sársfield, on serà cedit en nombroses ocasions a club de l'Estat espanyol (on va arribar a marcar en primera divisió amb el Reial Madrid), Escòcia i l'Aràbia Saudita. Amb el Vélez, a més a més, va ser el màxim golejador del campionat de Clausura 2004, amb 13 dianes, mentre que a l'Apertura d'eixe any va fer-ne altres 8. A la Clausura del 2005 va marcar en set ocasions, ajudant que el Vélez Sarsfield aconseguisca el títol després de set anys.
Posteriorment prosseguiria la seua carrera pels equips mexicans del Tigres i de Monterrey, retornaria al seu país per militar amb River Plate i recalaria al Barcelona SC equatorià, on pateix una greu lesió.
El 2009 retorna a les files del Vélez Sarsfield.

## Internacional
Zárate ha estat internacional amb l'Argentina en dues ocasions, tot marcant un gol davant la selecció de Mèxic.